# 6100 Kunitomoikkansai
6100 Kunitomoikkansai è un asteroide della fascia principale. Scoperto nel 1991, presenta un'orbita caratterizzata da un semiasse maggiore pari a 2,3291088 au e da un'eccentricità di 0,1346026, inclinata di 3,39964° rispetto all'eclittica.
L'asteroide è dedicato all'armaiolo giapponese Kunitomo Ikkansai.